# Leonhard Bommes
Leonhard Bommes (* 29. November 1920; † 2. September 2011 in Korschenbroich) war ein deutscher Ingenieur, Strömungsakustiker und Professor für Strömungsmaschinen und Strömungsmechanik an der Fachhochschule Düsseldorf. Bommes hat die Auslegung aerodynamisch und akustisch optimierter Radialventilatoren für den industriellen Einsatz bestimmt. Von der Fachhochschule Düsseldorf aus hat er die aus den 1960er Jahren stammenden Konzepte hinsichtlich einer verbesserten Akustik weiterentwickelt.

## Leben
Leonhard Bommes war in seiner Jugend Segelflieger und wurde im Zweiten Weltkrieg in Deutschland und Frankreich zum Piloten ausgebildet. Stationiert war er u. a. in einer Aufklärungseinheit in Norwegen. Von Jugend an entwickelte er eine frühe Begeisterung für Strömungen und ihre Physik.
Nach dem Krieg studierte Bommes zunächst an der Staatlichen Ingenieurschule Aachen. Seine erste Anstellung als Ingenieur erhielt er 1948 bei dem Ventilatorenhersteller Pollrich in Mönchengladbach, wo er zunächst unter Bruno Eck arbeitete. Später wurde er dort Versuchsleiter und studierte „parallel“ dazu an der RWTH Aachen – jeweils ein halbes Jahr arbeitete er als Versuchsleiter und ein halbes Jahr studierte er. Nach dem etwa zehnjährigen „Teilzeitstudium“ des allgemeinen Maschinenbaus an der RWTH Aachen wurde Bommes Technischer Leiter bei Pollrich. Ab 1963 war Bommes als beratender Ingenieur und im Verband Beratender Ingenieure (VBI) tätig. Er prägte entscheidend die Konstruktion leiser und effizienter Ventilatoren. Außerdem war er Autor zahlreicher Fachveröffentlichungen.
Bommes war ab 1964 an der Ingenieurschule und mit der Gründung der Fachhochschule von 1971 bis 1986 als Professor für Strömungsmaschinen in Düsseldorf tätig. Anfang 1973 entstand durch seine Initiative unter Mitarbeit von Dieter Reinartz und durch das Interesse der einschlägigen Industrie in Zusammenarbeit mit der Technischen Universität Berlin und der RWTH Aachen am Institut für Strömungsmaschinen der Fachhochschule ein Forschungsschwerpunkt „Untersuchung und Minderung des Geräusches von Ventilatoren“. Bommes gilt als einer der Pioniere für anwendungsorientierte Forschung an Fachhochschulen. International war er mit Jan Sentek, AGH Wissenschaftlich-Technische Universität Krakau (Polen), Zoran Protic vom Mašinski fakultet an der Universität Belgrad (Serbien), Eisuke Yoshioka Outa von der Waseda-Universität in Tokio (Japan) und Peter K. Baade aus Tucson, Arizona (USA) verbunden.
1979 promovierte Bommes im Alter von 59 Jahren an der Technischen Universität Berlin mit dem Thema „Minderung des Drehklanglärms bei einem Radialventilator kleiner Schnelläufigkeit“.
Leonhard Bommes verstarb am 2. September 2011 im Alter von 90 Jahren in Korschenbroich.

## Publikationen
- Der spezifische Bauaufwand von Ventilatoren. In: HLH – Heizung, Lüftung/Klima, Haustechnik. Bd. 8, Nr. 12, 1957, S. 314 (seine „erste“ Publikation).
- mit D. Reinartz: Einfluss des Modellmaßstabes auf das aeroakustische Betriebsverhalten eines Radialventilators. In: HLH – Heizung, Lüftung/Klima, Haustechnik. Bd. 49, Nr. 8, 1998, S. 41–50 (als seine „letzte“ Publikation).
- Minderung des Drehklanglärms bei einem Radialventilator kleiner Schnelläufigkeit. Dissertation, Technische Universität Berlin, 1979, doi:10.1007/978-3-663-19745-4.